# Посёлок ОПХ «Толстопальцево»
Посёлок ОПХ «Толстопальцево» — бывший посёлок Наро-Фоминского района Московская область (Марушкинский сельский округ).
Включён в состав деревни Марушкино согласно постановлению Губернатора Московской области от 17.05.2004 № 93-ПГ, с 1 июля 2012 года — на территории Новой Москвы.

## Население
Согласно Всероссийской переписи, в 2002 году в посёлке проживал 671 человек.